# Књижевне вертикале
Регионални часопис за књижевност,’’Књижевне вертикале’’ објављује Удружење независних писаца Србије са седиштем у Београду. Први број часописа је објављен у октобру 2013. године.

## Периодичност
Штампано издање Часописа "Књижевне вертикале" излази три пута годишње, штампано и електронско издање се појављује у продаји: 25. марта, 25. јула и 25. новембра. Електронско издање се појављује на сајту дистрибутера: www.novinarnica.net. 
Штампано издање излази на 180 страница у препознатљивом облику формата А4/2 (290 mмх115 mм) са сталним и повременим рубрикама (књижевно стваралаштво националних мањина (двојезично ); у ритму дијалекта;откровења; млади долазе; проза; есејистика; књижевна критика; књижевно стваралаштво у расејању ). 
У периоду од новембра 2013. до децембра 2018. године објављено је 13 бројева. 
Поред штампаног издања у тиражу од 300 примерака, часопис се објављује и у електронском облику на веб страници www.novinarnica.net, у тираж који се креће до 1.500 примерака по броју.

## Аутори прилога
У часопису су заступљени аутори из Србије и осталих држава насталих распадом бивше Југославијекао и из дијаспоре.

## Уредници
- Живојин Ивковић, главни уредник,
- Живојин Ивковић, уредник за прозу,
- Иван Димитријевић, уредник за поезију,
- Биљана Котур, уредник за књижевност за децу,
- Васа Радовановић, технички уредник.